# Chorążyszki (sielsowiet Kolczuny)
Chorążyszki (biał. Харанжышкі; ros. Хоронжишки) – dawny folwark. Tereny, na których była położona, leżą obecnie na Białorusi, w obwodzie grodzieńskim, w rejonie oszmiańskim, w sielsowiecie Kolczuny.

## Historia
W czasach zaborów folwark w gminie Polany, w powiecie oszmiańskim, w guberni wileńskiej Imperium Rosyjskiego. W 1866 roku liczył 46 dusz rewizyjnych. Własność Ważyńskich (wcześniej należał do Piotra Drowickiego Sakowicza, Malewiczów, Ankudowiczów, Naramowskich, Despot-Zenowiczów, Nagórskich, Bułhaków i Żukowskich). W 1905 roku liczył 21 mieszkańców, własność Ważyńskich.
W latach 1921–1945 folwark leżał w Polsce, w województwie wileńskim, w powiecie oszmiańskim, w gminie Polany.
W 1931 wieś w 2 domach zamieszkiwało 17 osób.
Wierni należeli do parafii rzymskokatolickiej w Oszmianie. Miejscowość podlegała pod Sąd Grodzki w Oszmianie i Okręgowy w Wilnie; właściwy urząd pocztowy mieścił się w Oszmianie.